# Svartsö
Svartsö es una isla situada en el archipiélago de Estocolmo en el mar Báltico del país europeo de Suecia. La isla es un destino popular para los visitantes, principalmente durante la temporada de verano. Alrededor de 80 personas viven permanentemente en la isla.  Posee una superficie de 7,01 kilómetros cuadrados y administrativamente está incluida en el municipio de Värmdö en la provincia de Estocolmo.